# Evagri d'Antioquia
Evagri d'Antioquia (Evagrius, Εὐάγριος) fill de Pompeià d'Antioquia, fou prevere de l'església d'Antioquia. Va viatjar a Europa occidental i es va fer amic de Jerònim que el descriu com un home "cris ac ferventis ingenii".
A la mort del patriarca Paulí, i en ple cisma de l'església d'Antioquia, fou elegit patriarca per un dels bàndols (388 o 389) en oposició a Flavià, elegit per l'altra tendència. Teodoret diu que la seva elecció fou contrària a les normes eclesiàstiques.
Els historiadors Sòcrates i Sozomen diuen que va morir poc després de la seva elecció, però per Jerònim se sap que vivia encara el 392.
Fou probablement l'Evagri (anomenat com Evagri l'Asceta) que va ensenyar disciplina eclesiàstica a Sant Joan Crisòstom tot i que aquest fou ordenat per Flavià, el rival d'Evagri. Aquest Flavià va aconseguir restaurar la unitat de l'església d'Antioquia.
Va escriure un tractat sobre temes diversos que no es conserva (diversarum hypotheseon traclatus). Va traduir la vida de Sant Antoni escrita per Atanasi, del grec al llatí.